# Jaro (Iloilo)
Jaro is een district in de Filipijnse stad Iloilo City. Jaro was in het verleden een onafhankelijke stad. Sinds het begin van de 20e eeuw behoort Jaro tot Iloilo City. Het district ligt aan de noordoost zijde van de stad en wordt begrensd door de gemeenten Pavia en Leganes in het noorden en de districten La Paz in het zuiden en Mandurriao in het zuidwesten. Belangrijke verbindingen tussen Jao en de omliggende gemeenten en districten zijn Coastal Road, Mac Arthur Drive, Iloilo Radial By-Pass Road 4, alle drie van noord naar zuid en de Iloilo-Jaro Diversion Road van noordwesten naar het zuidoosten. 
In het zuiden van het district aan Burgos Street bevindt zich de Kathedraal van Jaro. Deze kerk in barokke stijl stamt oorspronkelijk uit 1874 en werd in 1956 herbouwd nadat het tijdens de aardbeving van januari 1948 was verwiest. 